# Bûche du Poitou
Bûche du Poitou es una marca comercial de queso francés, pasteurizado industrial y elaborado durante todo el año en la región de Nouvelle-Aquitaine. Se fabrica a escala industrial para abastecer las estanterías de los super e hipermercados. Toma su nombre de su forma, un tronco largo.

## Fabricación
Este queso es elaborado con leche pasteurizada de cabra, es de consistencia de pasta blanda y corteza natural (no fermentada). Tiene la forma de un cilindro de 30 cm de longitud y tiene una corteza ligeramente azulada.
Se madura durante un mes en una bodega seca.
Contiene 30 % de grasa y puede pesar de 1 kg a 1,5 kg.

## Cualidades gustativas
Tiene un sabor a nuez, ligeramente ácido y hace buen maridaje con los vinos de la región como el Sancerre o el Vacqueyras.